# Paraguay op de Olympische Zomerspelen 2008
Paraguay nam deel aan de Olympische Zomerspelen 2008 in Peking, China.
Paraguay debuteerde op de Zomerspelen in 1968 en deed in 2008 voor de tiende keer mee. Paraguay won op de editie van 2004 de enige behaalde olympische medaille. Deze (zilveren) medaille werd door het Olympisch mannenteam bij het voetbal behaald. In de finale werd er verloren met 0-1 van Argentinië.

## Deelnemers en resultaten

### Atletiek
| Olympiër       | Discipline      | Resultaat | Prestatie                              |
| -------------- | --------------- | --------- | -------------------------------------- |
| Diego Ferreira | speerwerpen (m) | 30e       | kwalificatie groep A: 16de met 71,58m  |
|                |                 |           |                                        |
| Leryn Franco   | speerwerpen (v) | 51e       | kwalificatie groep B: 25ste met 45,34m |

### Schietsport
| Olympiër       | Discipline           | Resultaat | Prestatie                                     |
| -------------- | -------------------- | --------- | --------------------------------------------- |
| Patricia Wilka | 10m luchtpistool (v) | 44e       | kwalificatie: 44ste met 208 punten (90-91-27) |

### Tafeltennis
| Olympiër        | Discipline    | Resultaat | Prestatie                                               |
| --------------- | ------------- | --------- | ------------------------------------------------------- |
| Marcelo Aguirre | enkelspel (m) | 65e       | voorronde: V van PRK Jang: 0-4 (7-11, 3-11, 8-11, 3-11) |

### Zeilen
| Olympiër                 | Discipline       | Resultaat | Prestatie                              |
| ------------------------ | ---------------- | --------- | -------------------------------------- |
| Florencia Cerutti Bogado | laser radial (v) | 22e       | 125 punten: (28-2-23-23-26-25-17-7-19) |

### Zwemmen
| Olympiër            | Discipline          | Resultaat | Prestatie                    |
| ------------------- | ------------------- | --------- | ---------------------------- |
| Genaro Prono        | 100m schoolslag (m) | 40e       | serie 3: 3de in 1.02,32 (NR) |
|                     |                     |           |                              |
| María Virginia Báez | 100m rugslag (v)    | 46e       | serie 1: 2de in 1.05,39 (NR) |

Afghanistan · Albanië · Algerije · Amerikaanse Maagdeneilanden · Amerikaans-Samoa · Andorra · Angola · Antigua en Barbuda · Argentinië · Armenië · Aruba · Australië · Azerbeidzjan · Bahama's · Bahrein · Bangladesh · Barbados · België · Belize · Benin · Bermuda · Bhutan · Bolivia · Bosnië en Herzegovina · Botswana · Brazilië · Britse Maagdeneilanden · Bulgarije · Burkina Faso · Burundi · Cambodja · Canada · Centraal-Afrikaanse Republiek · Chili · China · Chinees Taipei · Colombia · Comoren · Congo-Brazzaville · Congo-Kinshasa · Cookeilanden · Costa Rica · Cuba · Cyprus · Denemarken · Djibouti · Dominica · Dominicaanse Republiek · Duitsland · Ecuador · Egypte · El Salvador · Equatoriaal-Guinea · Eritrea · Estland · Ethiopië · Fiji · Filipijnen · Finland · Frankrijk · Gabon · Gambia · Georgië · Ghana · Grenada · Griekenland · Groot-Brittannië · Guam · Guatemala · Guinee · Guinee‑Bissau · Guyana · Haïti · Honduras · Hongarije · Hongkong · Ierland · IJsland · India · Indonesië · Irak · Iran · Israël · Italië · Ivoorkust · Jamaica · Japan · Jemen · Jordanië · Kaaimaneilanden · Kaapverdië · Kameroen · Kazachstan · Kenia · Kirgizië · Kiribati · Koeweit · Kroatië · Laos · Lesotho · Letland · Libanon · Liberia · Libië · Liechtenstein · Litouwen · Luxemburg · Macedonië · Madagaskar · Malawi · Malediven · Maleisië · Mali · Malta · Marshalleilanden · Marokko · Mauritanië · Mauritius · Mexico · Micronesië · Moldavië · Monaco · Mongolië · Montenegro · Mozambique · Myanmar · Namibië · Nauru · Nederland · Nederlandse Antillen · Nepal · Nicaragua · Nieuw-Zeeland · Niger · Nigeria · Noord-Korea · Noorwegen · Oeganda · Oekraïne · Oezbekistan · Oman · Oostenrijk · Oost‑Timor · Pakistan · Palau · Palestina · Panama · Papoea-Nieuw-Guinea · Paraguay · Peru · Polen · Portugal · Puerto Rico · Qatar · Roemenië · Rusland · Rwanda · Saint Kitts en Nevis · Saint Lucia · Saint Vincent en Grenadines · Salomonseilanden · Samoa · San Marino · Sao Tomé en Principe · Saoedi-Arabië · Senegal · Servië · Seychellen · Sierra Leone · Singapore · Slovenië · Slowakije · Soedan · Somalië · Spanje · Sri Lanka · Suriname · Swaziland · Syrië · Tadzjikistan · Tanzania · Thailand · Togo · Tonga · Trinidad en Tobago · Tsjaad · Tsjechië · Tunesië · Turkije · Turkmenistan · Tuvalu · Uruguay · Vanuatu · Venezuela · Verenigde Arabische Emiraten · Verenigde Staten · Vietnam · Wit-Rusland · Zambia · Zimbabwe · Zuid-Afrika · Zuid-Korea · Zweden · Zwitserland
Uitgesloten van deelname: Brunei